# Otto-Richter-Halle
Die Otto-Richter-Halle in der Maxstraße in Würzburg entstand 1930 und wurde bis zum Jahr 2002 für Kunstausstellungen genutzt.

## Geschichte
Die Grundstücke wurden von der Stadt Würzburg zur Verfügung gestellt. Geheimrat Otto Richter, Besitzer des Würzburger General-Anzeigers errichtete die Halle und stiftete sie der Stadt als Ausstellungsraum zur Förderung lebender Künstler. Die Durchführung wurde dem Kunstverein (Vorläufer der Freunde Mainfränkischer Kunst und Geschichte) übertragen. 15 Jahre wurden hier Ausstellungen durchgeführt, bis die Halle im Zweiten Weltkrieg stark geschädigt wurde. Nach dem Krieg wurden die noch nutzbaren Bereiche zunächst an eine Schlosserwerkstatt vermietet. Schon bald setzten sich Künstler- und Kulturvereinigungen für eine Wiedererrichtung der Kunsthalle ein. Die Lösung des Mietvertrags zog sich jedoch länger hin und die Bauarbeiten begannen erst 1951, finanziert aus dem städtischen Haushalt mit Unterstützung der Familie Richter. Am 22. Juni 1952 konnte wieder eröffnet werden. Die Gesellschaft Freunde Mainfränkischer Kunst und Geschichte übernahm die Organisation der Ausstellungen, welche insbesondere der Pflege der zeitgenössischen bildenden Kunst, des Kunsthandwerks und der Kunsterziehung dienten.
Im Rahmen des Umbaus der Sparkasse wurde 1971 die alte Halle abgebrochen, im Neubau entstanden Räumlichkeiten, die weiterhin Kunstausstellungen im Sinne Otto Richters ermöglichten. Bis 2002 wurde die Halle insbesondere durch den Berufsverband Bildender Künstler genutzt, dann stand sie einige Jahre leer. 2006 wurden die Räumlichkeiten in Büros der Sparkasse umgebaut. 

## Ausstellungen
- 1968: Marie-Theres Amberg
- 1969: Günther Berger und Dieter Stein
- 1970: Otto Herbig
- 1975: Erich Heckel

- 1986: Leo Dittmer
- 1994: Michael Schölß
- 2002: Helmut Nennmann